# 3-ossoacil-(proteina trasportante acili) reduttasi
La 3-ossoacil-(proteina trasportante acili) reduttasi è un enzima appartenente alla classe delle ossidoreduttasi, che catalizza la seguente reazione:
(3R)-3-idrossiacil-(proteina trasportante acili) + NADP+ ⇄ 3-ossoacil-(proteina trasportante acili) + NADPH + H+
L'enzima mostra una marcata preferenza per i derivati di proteine che trasportano acili rispetto ai derivati di coenzima A.